# 山本站 (京畿道)
山本站（：／ Sanbon yeok */?）是首都圈电铁4号线沿線的一座高架車站，位於韓國京畿道軍浦市山本洞。本站為民營站舍，站內有Newcore Outlet等品牌進駐，是軍浦市中心的車站。

## 車站結構
站體為2面4線雙島式月台的高架車站，2、3號月台設有月台幕門，並有4處出口。

### 月台配置
| ↑ 衿井          |
| ４３ \| ２１ \| |
| 修理山 ↓        |

| 月台 | 路線             | 目的地                 |
| ---- | ---------------- | ---------------------- |
| 1、2 | ●首都圈电铁4号线 | 中央、安山、烏耳島方向 |
| 3、4 | ●首都圈电铁4号线 | 舍堂、首爾站、堂嶺方向 |

## 歷史
- 1988年10月25日：落成啟用。
- 1994年4月1日：安山線編入首都圈电铁4号线運行系統。
- 2003年4月30日：安山－京釜線系統廢止運行。

## 車站周邊
- 軍浦警察署
- 軍浦消防署
- 軍浦市政府
- 軍浦市議會
- 軍浦市青少年修煉館
- 軍浦郵局
- 京畿道軍浦義王敎育支援廳
- 軍浦養正初等學校
- KT軍浦營業所
- 山本老街
- 山本中心商街
- 山本中央公園
- E-mart山本店
- Kim's Club（朝鲜语：킴스클럽）山本店
- Newcore Outlet（朝鲜语：뉴코아아울렛）山本店
- TODAY MALL山本店
- 山本樂天影城
- 樂天FITIN山本店
- 圆光大学附設山本醫院

## 圖片

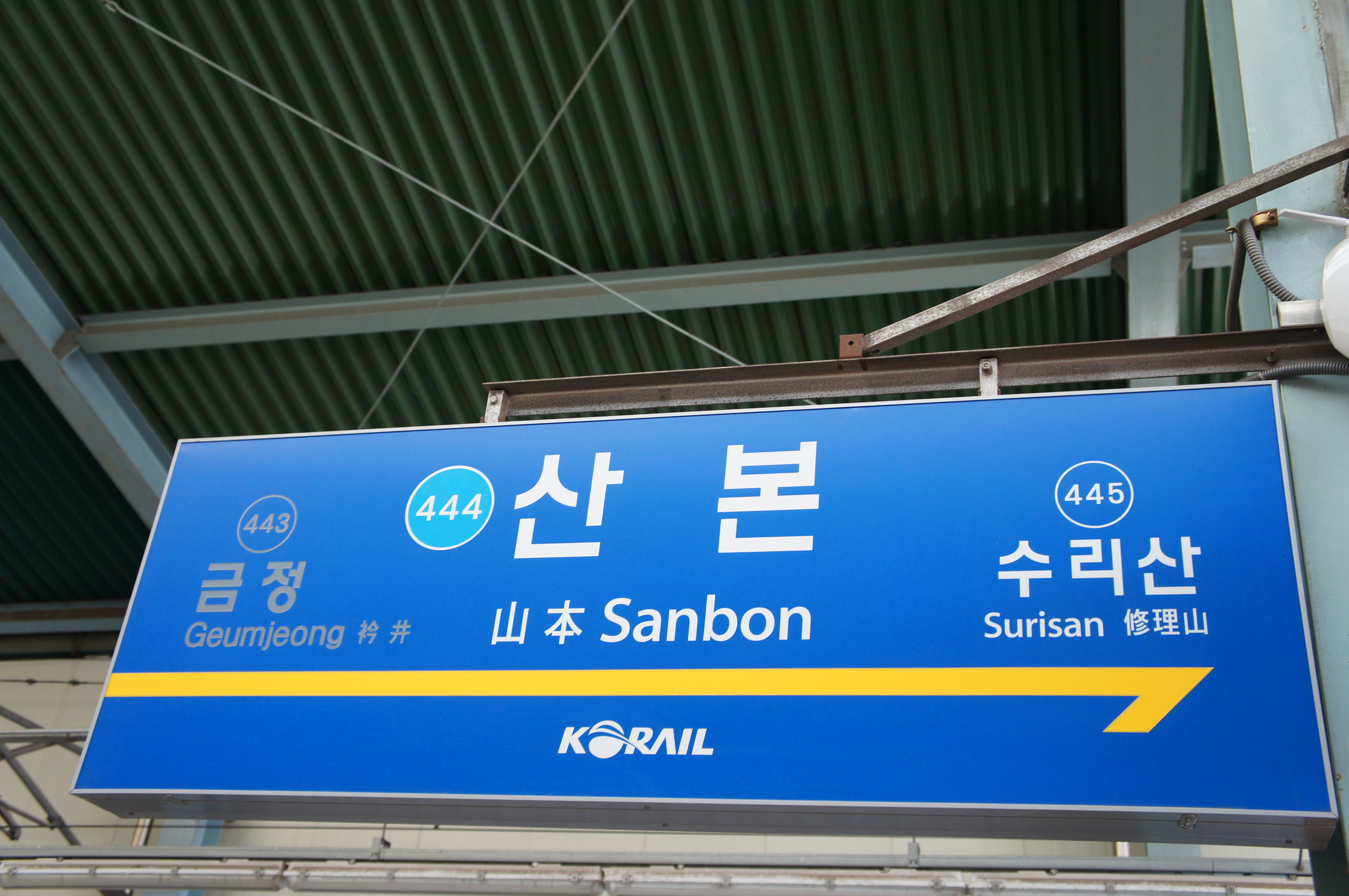
站名牌
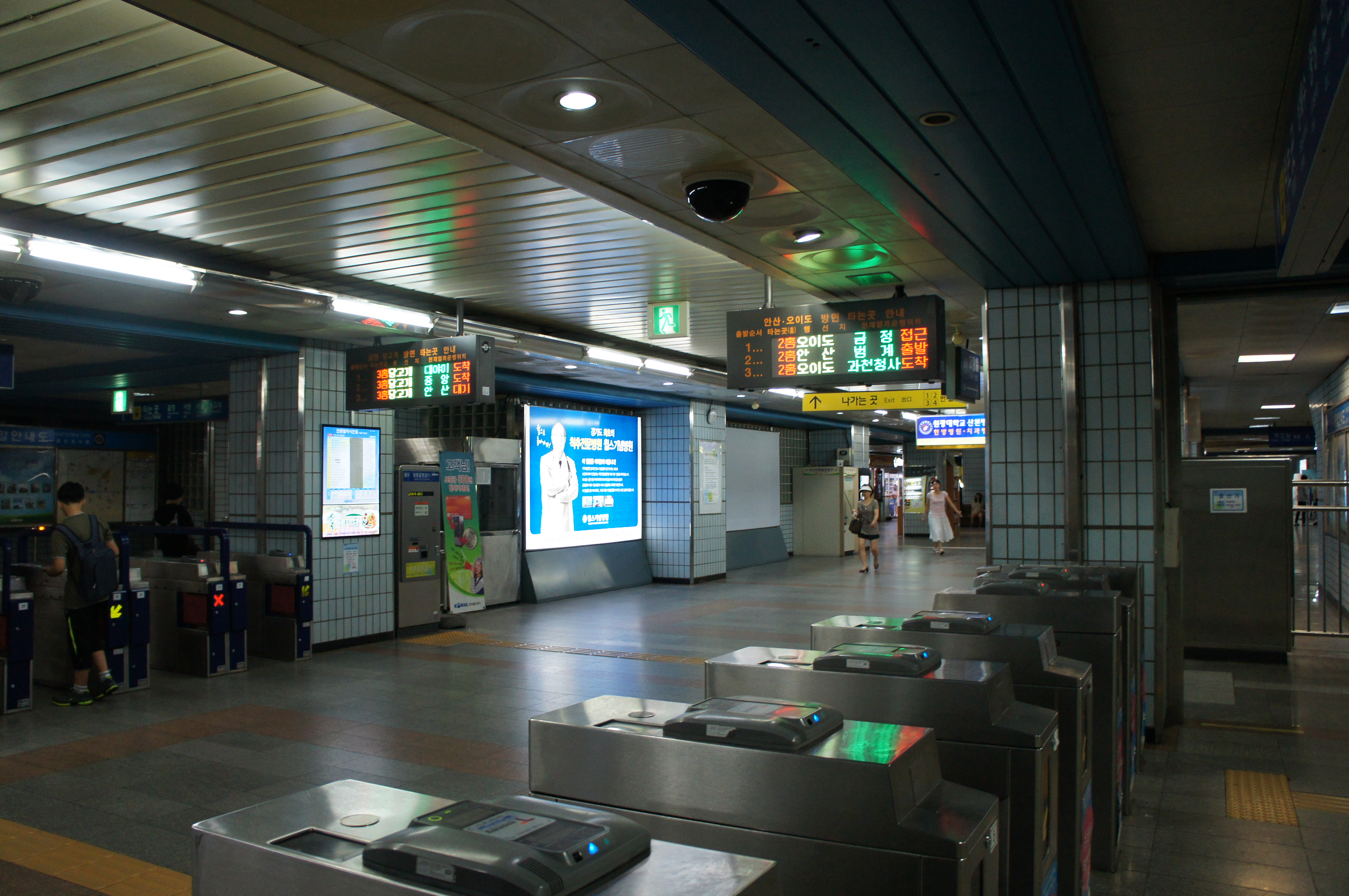
剪票閘口

## 相鄰車站
韓國鐵道公社
●首都圈电铁4号线
急行
衿井（443）－山本（444）－常綠樹（448）
緩行
衿井（443）－山本（444）－修理山（445）